# Guardo
Guardo é um município da Espanha na província de Palência, comunidade autónoma de Castela e Leão, de área 62,83 km² com população de 7673 habitantes (2007) e densidade populacional de 112,97 hab/km².

## Demografia
| Variação demográfica do município entre 1991 e 2004 | Variação demográfica do município entre 1991 e 2004 | Variação demográfica do município entre 1991 e 2004 | Variação demográfica do município entre 1991 e 2004 |
| --------------------------------------------------- | --------------------------------------------------- | --------------------------------------------------- | --------------------------------------------------- |
| 1991                                                | 1996                                                | 2001                                                | 2004                                                |
| 9458                                                | 8779                                                | 8209                                                | 8041                                                |

## Links
- Información, historia y fotografías de Guardo (em castelhano)